# Alfa Romeo MiTo
Alfa Romeo MiTo – samochód osobowy klasy subkompaktowej produkowany pod włoską marką Alfa Romeo w latach 2008–2018.

## Historia i opis modelu

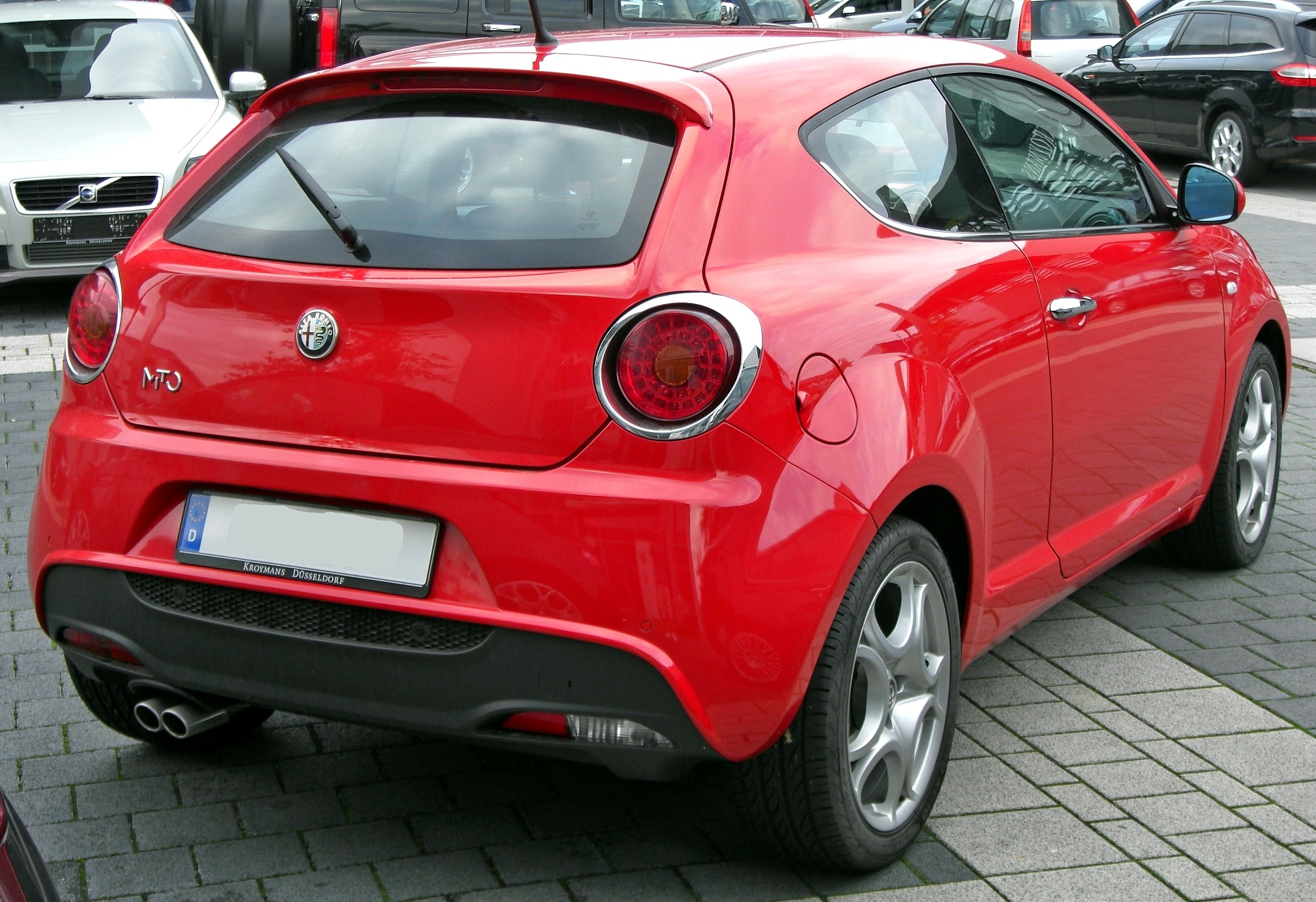
Alfa Romeo MiTo - tył

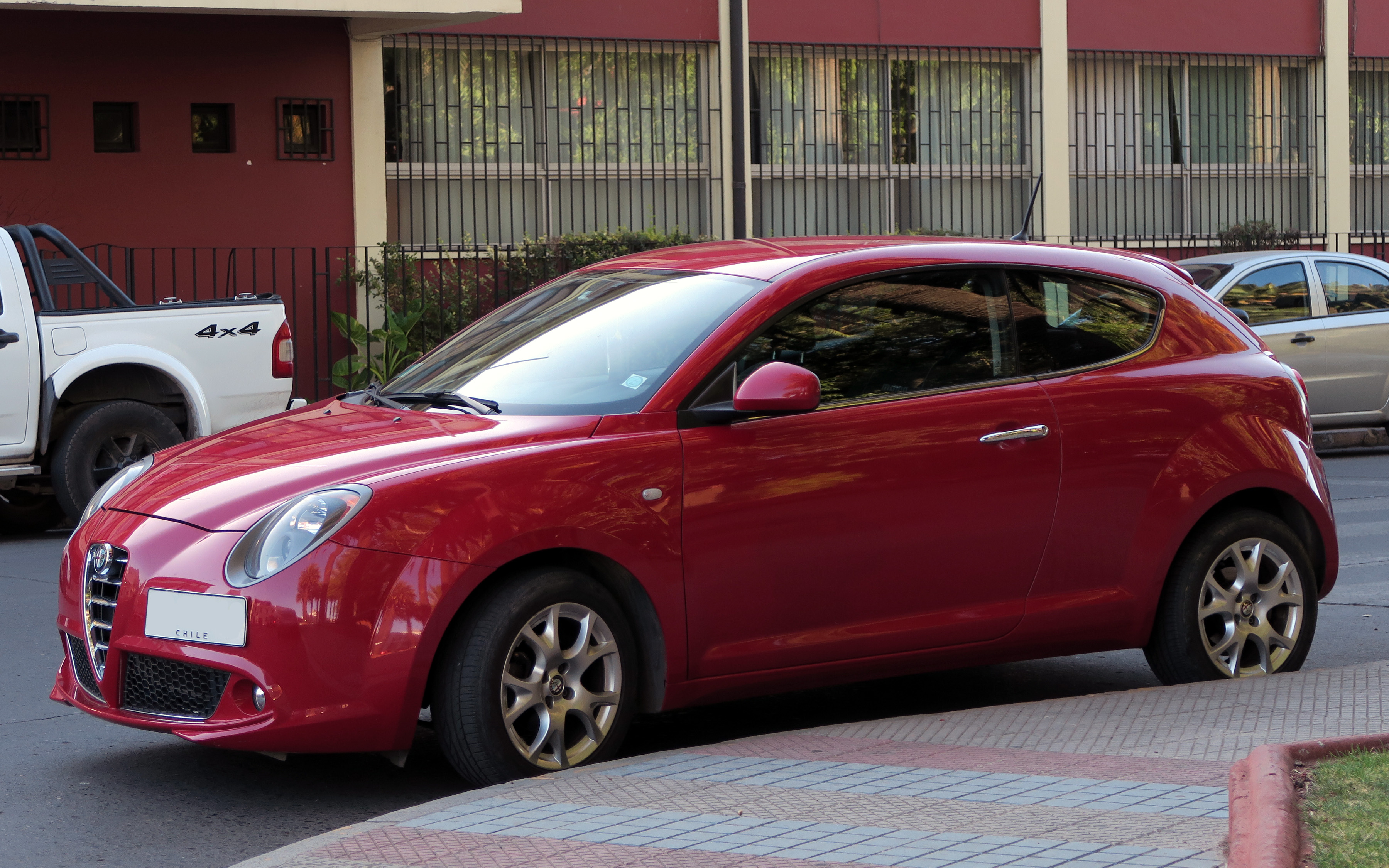
Alfa Romeo MiTo po liftingu

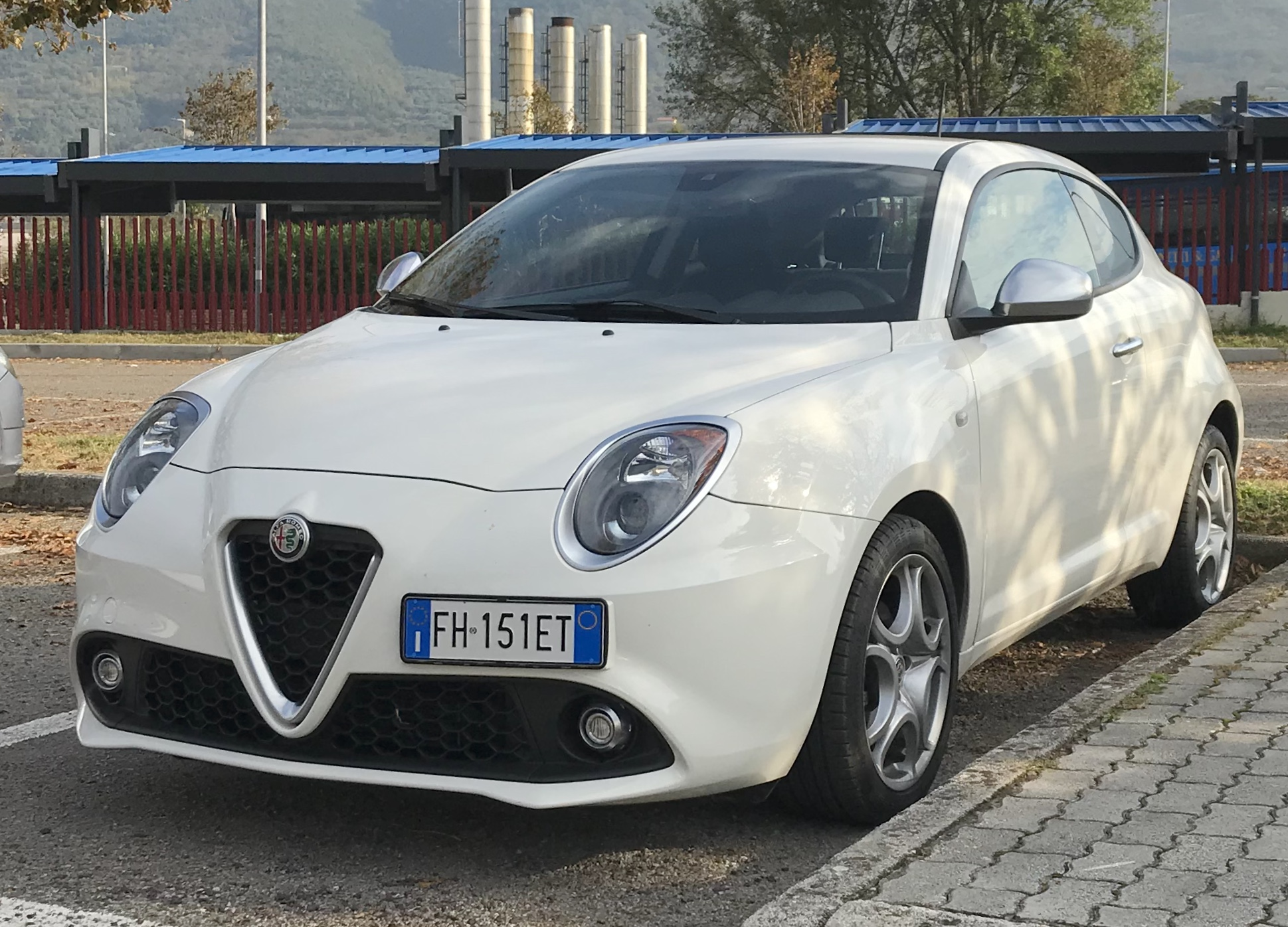
Alfa Romeo MiTo po drugim liftingu

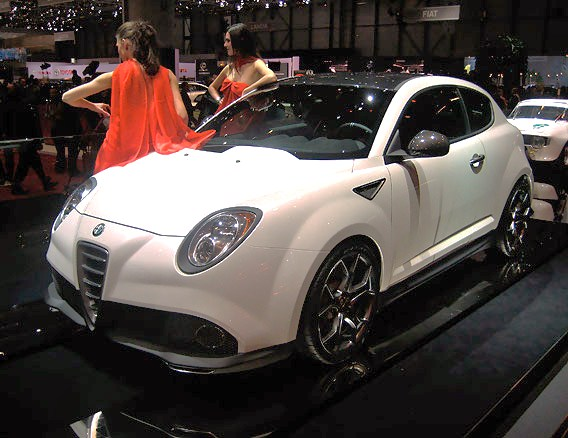
Alfa Romeo MiTo GTA Concept

Samochód został po raz pierwszy oficjalnie zaprezentowany podczas targów motoryzacyjnych w Genewie na początku 2008 roku. Zbudowany został na bazie platformy SCCS pochodzącej z modelu Fiat Grande Punto oraz Opel Corsa D. Nazwa MiTo nawiązuje do nazw dwóch włoskich miast: Mediolanu (wł. Milano), gdzie auto zostało zaprojektowane oraz Turynu (wł. Torino), gdzie jest produkowane. Słowo mito w języku włoskim oznacza mit lub legendę.
Charakterystycznym elementem pojazdu jest typowa dla marki stylistyka nadwozia, które zaprojektował Juan Manuel Diaz. Przednia część nadwozia pojazdu inspirowana była modelem 8C Competizione. Widać to zwłaszcza w profilach maski silnika, atrapie chłodnicy, przednim zderzaku oraz kształcie przednich reflektorów. Pojazd wyposażony został w kilka nowatorskich rozwiązań, m.in. przekładnię z suchym sprzęgłem TCT oraz urządzenie sterownicze Alfa DNA współpracujące z układem napędowym, hamulcowym, sprzęgłem, zawieszeniem oraz skrzynią biegów. Pozwala ono na uzyskanie trzech różnych trybów zachowania się samochodu na podstawie stylu jazdy, najbardziej odpowiedniego do sytuacji lub dostosowanego do potrzeb użytkownika. Są to tryby: super sportowy (Dynamic), miejski (Normal) oraz tryb zachowujący maksymalny poziom bezpieczeństwa w warunkach utrudnionej przyczepności (All-weather).
W okresie styczeń-czerwiec 2009 na Polskim rynku sprzedano 332 sztuki pojazdu.
W 2013 roku auto przeszło delikatną modernizację. Zmienione zostało tzw. scudetto, czyli atrapa chłodnicy. Jej kształt po tych zmianach nawiązywał do większego modelu Giulietta. Do palety barw nadwozia dodano nowe kolory, a do listy wyposażenia 15-calowe alufelgi. Dodane zostały nowe wzory tapicerek oraz delikatnie przebudowano system multimedialny. Projektanci Alfy Romeo postanowili również zmodyfikować silnik 0.9 TwinAir, którego moc po tych zmianach wynosiła 105 km.
Kolejną modernizację przeprowadzono w 2016 roku. Główne zmiany objęły przednią część nadwozia z całkowicie przeprojektowanym wlotem powietrza (scudetto), zmiany objęły także m.in. gamę silnikową, wprowadzono światła tylne wykonane w technologii LED. Mniejszy zakres modyfikacji wprowadzono we wnętrzu auta, palecie dostępnych lakierów oraz felg aluminiowych.
W 2016 roku polski importer marki sprzedał 78 sztuk pojazdu, natomiast w 2017 roku sprzedał 71 egzemplarzy.
W lipcu 2018 roku produkcja samochodu została zakończona bez przewidzianego następcy. Mimo końca produkcji, zakończenie sprzedaży najmniejszego modelu marki miało miejsce dopiero w pierwszym kwartale 2019 roku. Wycofanie tego modelu, ze sprzedaży bez przestawienia następcy to efekt nie tyle słabszego zainteresowania tym modelem, ale generalnie spadku popytu na modele z trzydrzwiowym nadwoziem.

### Wersje wyposażenia

#### Do 2013
Standardowe wyposażenie podstawowej wersji Junior obejmuje m.in. 7 poduszek powietrznych, systemy ABS z EBD, elektrycznie regulowane i podgrzewane lusterka, elektryczne wspomaganie kierownicy, komputer pokładowy i elektrycznie regulowane szyby przednie.
Bogatsza wersja Progression dodatkowo wyposażona jest w m.in. kierownicę i gałkę zmiany biegów pokryte skórą, klimatyzację manualną, system Alfa D.N.A. i radio z CD i MP3.
Kolejna w hierarchii wersja - Distinctive dodatkowo została wyposażona w m.in. 16 calowe felgi aluminiowe, sterownie radiem z kierownicy i wyświetlacz w układzie Matrix.
Topowa, usportowiona wersja Quadrifoglio Verde została ponad to wyposażona w m.in. 17 calowe felgi aluminiowe, tylny spojler, automatyczną klimatyzację dwustrefową, światła przeciwmgielne i system Blue&Me z Bluetooth.
Opcjonalnie samochód wyposażyć można było w m.in. lakierowany na czarno dach, 18 calowe felgi aluminiowe, lakier metalizowany, lakierowane zaciski hamulców, przyciemniane szyby, skórzaną tapicerkę, autoalarm, czujniki cofania, podłokietnik ze schowkiem, podgrzewane przednie siedzenia, elektrycznie składane lusterka zewnętrzne, tempomat, reflektory bi-ksenonowe, nawigację GPS i system audio firmy Bose.

##### Pakiety
Komfort Junior (dla wersji Junior)
klimatyzacja manualna, aluminiowe felgi 16 cali
Widoczność (Progression, Distinctive, Quadrifoglio Verde)
czujnik zmierzchu, czujnik deszczu, wewnętrzne elektrochromatyczne lusterko
Sport Progression (Progression)
światła przeciwmgielne, aluminiowe felgi 16 cali, sportowy zderzak tylny, spojler tylny, chromowana końcówka rury wydechowej
Super Progression (Progression)
światła przeciwmgielne, sportowy zderzak tylny, obudowy lusterek w kolorze szarym, system Blue&Me, wyświetlacz w układzie Matrix
Sport Distinctive (Distinctive)
światła przeciwmgielne, aluminiowe felgi 17 cali, sportowy zderzak tylny, spojler tylny, chromowana końcówka rury wydechowej, sportowe wykończenie zegarów
Pakiet Super Distinctive (Distinctive)
światła przeciwmgielne, podłokietnik ze schowkiem, sportowy zderzak tylny, chromowane lusterka zewnętrzne, czujniki cofania, system Blue&Me

#### 2013-2016
Standardowe wyposażenie podstawowej wersji Impression obejmuje m.in. 7 poduszek powietrznych, systemy ABS z EBD, kierownica i gałka zmiany biegów pokryte skórą, czujniki ciśnienia w oponach (TPMS), elektryczne wspomaganie kierownicy, komputer pokładowy, elektrycznie regulowane szyby przednie i radio z CD i MP3.
Bogatsza wersja Progression dodatkowo wyposażona jest w m.in. klimatyzację manualna i system Alfa D.N.A. 
Kolejna w hierarchii wersja - Distinctive dodatkowo została wyposażona w m.in. 16 calowe felgi aluminiowe, tylny spojler, sterownie radiem z kierownicy, wyświetlacz w układzie Matrix i radio Uconnect z 5 calowym wyświetlaczem dotykowym i systemem Bluetooth. 
Topowa, usportowiona wersja Quadrifoglio Verde została ponad to wyposażona w m.in. 17 calowe felgi aluminiowe, czujniki cofania, automatyczną klimatyzację dwustrefową i światła przeciwmgielne.
Opcjonalnie samochód wyposażyć można było w m.in. 18 calowe felgi aluminiowe, lakier metalizowany, lakierowane zaciski hamulców, przyciemniane szyby, skórzaną tapicerkę, autoalarm, podłokietnik ze schowkiem, podgrzewane przednie siedzenia, elektrycznie składane lusterka zewnętrzne, nawigację GPS i system audio firmy Bose.

##### Pakiety
Widoczność (Progression, Distinctive, Quadrifoglio Verde)
czujnik zmierzchu, czujnik deszczu, wewnętrzne elektrochromatyczne lusterko
Komfort (Progression, Distinctive)
podłokietnik ze schowkiem, tempomat, czujniki cofania, regulacja lędźwiowa foteli przednich, dodatkowe gniazdo 12V
Sport (Progression, Distinctive)
przyciemniane szyby, sportowe wykończenie zegarów, sportowy zderzak tylny, 16/17 calowe felgi aluminiowe (Progression/Distinctive)
Quadrifoglio Verde Line (Distinctive)
półskórzana tapicerka, aluminiowe listwy progowe, sportowy zderzak tylny, sportowe wykończenie zegarów, lakierowane na czarno lusterka zewnętrzne, dymione reflektory przednie, 17 calowe felgi aluminiowe, sportowa kierownica.
Business (Distinctive)
podłokietnik ze schowkiem, klimatyzacja automatyczna dwustrefowa, tempomat, nawigacja GPS
Lux (Distinctive)
skórzana tapicerka, podłokietnik ze schowkiem, szklany rozsuwany dach, podgrzewane przednie siedzenia, pakiet Widoczność, klimatyzacja automatyczna dwustrefowa, nawigacja GPS

#### 2016-2018
Standardowe wyposażenie podstawowej wersji MiTo obejmuje m.in. 7 poduszek powietrznych, systemy ABS i ESP, system Alfa D.N.A, tylne światła LED, centralny zamek z pilotem, klimatyzacje manualną, komputer pokładowy, czujniki ciśnienia w oponach (TPMS), elektrycznie regulowane szyby przednie, elektryczne wspomaganie kierownicy z systemem DualDrive, instalacje radiową i dymione reflektory przednie.
Bogatsza wersja Super dodatkowo wyposażona jest w m.in. tempomat, radio Uconnect z 5 calowym dotykowym ekranem, Bluetooth, MP3, USB i AUX i 16 calowe felgi aluminiowe.
Topowa, usportowiona wersja Veloce została ponad to wyposażona w m.in. sportowe fotele, czujniki cofania, klimatyzacje automatyczną dwustrefową, lakierowane zaciski hamulców, światła przeciwmgielne i 17 calowe felgi aluminiowe.
Opcjonalnie samochód wyposażyć można było w m.in. skórzaną tapicerkę, sportowe siedzenia Sabelt z konstrukcją z włókna węglowego, amortyzatory o zmiennej charakterystyce tłumienia, podgrzewane przednie siedzenia, elektrycznie składane lusterka, elektrycznie rozsuwany szklany dach, przyciemniane szyby, nawigację GPS, radio cyfrowe DAB, kamerę cofania, system audio Hi-Fi z subwooferem, radio Alpine z 7 calowym wyświetlaczem dotykowym i 18 calowe felgi aluminiowe.

##### Pakiety
Dla palących (MiTo, Super, Veloce)
zapalniczka i popielniczka
Widoczność (MiTo, Super, Veloce)
czujnik zmierzchu, czujnik deszczu, wewnętrzne elektrochromatyczne lusterko
Tech (MiTo, Super, Veloce)
radio Alpine z 7" wyświetlaczem DAB i Apple Carplay & Android Auto, kamera cofania, gniazdo HDMI i 12V
Sport (MiTo)
przyciemne szyby, światła przeciwmgielne, lakierowane zaciski hamulców, wyświetlacz zegarów sportowy podświetlony na biało
Komfort (MiTo, Super)
przedni podłokietnik, dywaniki z logo Alfa Romeo, czujniki cofania, regulacja lędźwiowa w przednich fotelach, dodatkowe gniazdo 12V w bagażniku
Carbon (MiTo, Super)
tylny zderzak sportowy, ciemne wnętrze, elementy wykończeniowe w stylizacji włókna węglowego
Carbon Veloce (Veloce)
elementy wykończeniowe w stylizacji włókna węglowego
Pakiet Veloce (Super)
przednie światła w stylizacji włókna węglowego, sportowy tylny zderzak, przyciemniane szyby, ciemne wnętrze, dywaniki z logo Alfa Romeo, wyświetlacz zegarów sportowy podświetlony na biało, sportowa kierownica obszyta czerwoną nicią, kit sportowy (listwy progowe, nakładki aluminiowe na pedały i podnóżek kierowcy)
Lux (Super)
klimatyzacja automatyczna dwustrefowa, regulacja lędźwiowa w przednich fotelach, siedzenia przednie podgrzewane, homologacja 5-miejscowa, czujniki cofania, przedni podłokietnik

### Silniki
| Wersja                                        | Silnik:                          | Układ zasilania:   | Średnica × skok tłoka: | St. sprężania:     | Moc maksymalna:                       | Maks. moment obrotowy      | 0-100 km/h:        | V-max:             | Lata:       |
| Silniki benzynowe:                            | Silniki benzynowe:               | Silniki benzynowe: | Silniki benzynowe:     | Silniki benzynowe: | Silniki benzynowe:                    | Silniki benzynowe:         | Silniki benzynowe: | Silniki benzynowe: |             |
| --------------------------------------------- | -------------------------------- | ------------------ | ---------------------- | ------------------ | ------------------------------------- | -------------------------- | ------------------ | ------------------ | ----------- |
| 0.9 TwinAir Turbo                             | R2 0.9 l (875 cm³), DOHC         | wtrysk             | 80,50 mm × 86,00 mm    | 10:1               | 85 KM (63 kW) przy 5500 obr./min      | 110 N•m przy 2500 obr./min | 12,5 s             | 174 km/h           | 2012 – 2013 |
| 0.9 TwinAir Turbo                             | R2 0.9 l (875 cm³), DOHC         | wtrysk             | 80,50 mm × 86,00 mm    | 10:1               | 105 KM (63 kW) przy 5500 obr./min     | 145 N•m przy 2000 obr./min | 10.9 s             | 185 km/h           | 2013 – 2018 |
| 1.4 8V                                        | R4 1,4 l (1368 cm³), SOHC        | wtrysk pośredni    | 72,00 mm × 84,00 mm    | 11,1:1             | 78 KM (57kW) przy 6000 obr./min       | 115 Nm przy 3000 obr./min  | 13                 | 165 km/h           | 2011-2018   |
| 1.4 8V                                        | R4 1,4 l (1368 cm³), SOHC        | wtrysk             | 72,00 mm × 84,00 mm    | 11,1:1             | 70 KM (57 kW) przy 6000 obr./min      | 115 N•m przy 4500 obr./min | 14 s               | 160 km/h           |             |
| 1.4 16V                                       | R4 1,4 l (1368 cm³), DOHC        | wtrysk             | 72,00 mm × 84,00 mm    | 10,8:1             | 78 KM (57 kW) przy 5750 obr./min      | 120 N•m przy 4750 obr./min | 12,3 s             | 165 km/h           | 2008 – 2011 |
| 1.4 MultiAir                                  | R4 1,4 l (1368 cm³), DOHC        | wtrysk             | 72,00 mm × 84,00 mm    | 10,8:1             | 105 KM (77 kW) przy 6500 obr./min     | 130 N•m przy 4000 obr./min | 9,9 s              | 187 km/h           | 2009 – 2016 |
| 1.4 T-Jet                                     | R4 1,4 l (1368 cm³), DOHC, turbo | wtrysk             | 72,00 mm × 84,00 mm    | 9,8:1              | 120 KM (88 kW) przy 5000 obr./min     | 206 N•m przy 1750 obr./min | 8,8 s              | 198 km/h           | 2008 – 2010 |
| 1.4 MultiAir Turbo                            | R4 1,4 l (1368 cm³), DOHC, turbo | wtrysk             | 72,00 mm × 84,00 mm    | 9,8:1              | 135/140 KM (99 kW) przy 5250 obr./min | 206 N•m przy 1750 obr./min | 8,4 s              | 207 km/h           | 2009 – 2018 |
| 1.4 T-Jet                                     | R4 1,4 l (1368 cm³), DOHC, turbo | wtrysk             | 72,00 mm × 84,00 mm    | 9,8:1              | 155 KM (114 kW) przy 5500 obr./min    | 230 N•m przy 3000 obr./min | 8,0 s              | 215 km/h           | 2008 – 2010 |
| 1.4 MultiAir Turbo QV                         | R4 1,4 l (1368 cm³), DOHC, turbo | wtrysk             | 72,00 mm × 84,00 mm    | 9,8:1              | 170 KM (125 kW) przy 5500 obr./min    | 250 N•m przy 2500 obr./min | 7,5 s              | 219 km/h           | 2009 – 2018 |
| Silniki benzynowe z fabryczną instalacją LPG: |                                  |                    |                        |                    |                                       |                            |                    |                    |             |
| 1.4 Turbo 120 LPG                             | R4 1,4 l (1368 cm³), DOHC, turbo | wtrysk             | 72,00 mm × 84,00 mm    | 9,8:1              | 120 KM (88 kW) przy 5000 obr./min     | 206 N•m przy 1750 obr./min | 8,9 s              | 198 km/h           | b.d.        |
| Silniki wysokoprężne:                         |                                  |                    |                        |                    |                                       |                            |                    |                    |             |
| 1.3 JTDm                                      | R4 1,3 l (1248 cm³), DOHC, turbo | common rail        | 70,00 mm × 82,00 mm    | 17,6:1             | 90 KM (66 kW) przy 4000 obr./min      | 200 N•m przy 2000 obr./min | 11,8 s             | 178 km/h           | 2008 – 2009 |
| 1.3 JTDm-2                                    | R4 1,3 l (1248 cm³), DOHC, turbo | common rail        | 69,60 mm × 82,00 mm    | 16,8:1             | 95 KM (70 kW) przy 4000 obr./min      | 200 N•m przy 1500 obr./min | 11,6 s             | 180 km/h           | 2009 – 2018 |
| 1.6 JTDm-2                                    | R4 1,6 l (1598 cm³), DOHC, turbo | common rail        | 79,50 mm × 80,50 mm    | 16,5:1             | 120 KM (88 kW) przy 3750 obr./min     | 320 N•m przy 1750 obr./min | 9,9 s              | 198 km/h           | 2008 – 2013 |

### Sprzedaż w Polsce
| Rok  | Sprzedaż (szt.) |
| ---- | --------------- |
| 2008 | 163             |
| 2009 | 664             |
| 2010 | 589             |
| 2011 | 423             |
| 2012 | 291             |
| 2013 | 166             |
| 2014 | 86              |
| 2015 | 111             |
| 2016 | 78              |
| 2017 | 71              |